# Samfjorden
Samfjorden er en fjordarm af Harøyfjorden i den tidligere Haram, nu Ålesund kommune ved Brattvåg på Sunnmøre, i Møre og Romsdal fylke i Norge. Fjorden har indløb i nord mellem Arhaugenset på Synnaland i vest og Mannaberghaugan (Hellandshavn) i øst og går 7,5 kilometer mod syd til bunden.
Brattvåg ligger på vestsiden lige indnfor indløbet og  herfra går der færge nordover til Dryna, Skuløya og Fjørtofta. 
Fjorden er mellem 300 meter og 1 kilometer bred. I enden ligger Håvik og Straumen, over Straumen krydser fylkesvej 659 fjorden, og går nordover til Brattvåg langs vestsiden. Syd for Straumen ligger brakvandssøen Skulstadhavet. Fjordens største dybde er over 70 meter.